# 印度洋-太平洋列車
印度洋-太平洋列車（英語：Indian Pacific）是連接澳大利亚悉尼和珀斯的客運鐵路列車，1970年在全線舖成標準軌距後開通。全長4,352公里，穿越三個州，其中在穿越纳拉伯平原的路段有全世界最長的直線路軌（约478公里）。

## 參看
- 汗號列車

## 外部連結
- 官方網站 （页面存档备份，存于）